# In-place algoritmus
In-place algoritmus , někdy též in situ nebo na původním místě je algoritmus, který transformuje datové struktury za pomocí malého a především konstantního množství paměti. Předpokládá se, že veškeré zpracování dat proběhne v prostoru, kde jsou uložena vstupní data. paměťová náročnost je asymptoticky {\displaystyle O(1)}.
Opak těchto algoritmů je not-in-place nebo také out-of-place algoritmus.

## Příklad
Mějme a, n – prvkové pole čísel. Úkolem je zreorganizovat pole tak, aby obsahovalo prvky v opačném pořadí. Nabízející se metodou je vytvořit pomocné pole b, v němž se postupně vytvoří reorganizovaná verze vstupního pole. Ta je pak zkopírována do původního pole a .
```
 
function
 reverse(a[0..n – 1])
     allocate b[0..n – 1]
     
for
 i 
from
 0 
to
 n – 1
         b[n − 1 − i] := a[i]
     
return
 b
```

Tento algoritmus ale potřebuje O(n) pracovní paměti pro pole b o délce n. Proto to není in-place algoritmus.
Úlohu lze ale řešit i jinak. Veškeré změny lze provádět přímo na vstupních datech. Zde konkrétně stačí jedna pomocná proměnná, která umožní vyměňovat čísla přímo v poli.
```
 
function
 reverse_in_place(a[0..n-1])
     
for
 i 
from
 0 
to
 floor((n-2)/2)
         temp := a[i]
         a[i] := a[n − 1 − i]
         a[n − 1 − i] := temp
```

Tento algoritmus už má jen konstantní požadavky na paměť bez ohledu na velikost vstupu. Jedná se tedy o in-place algoritmus.

## Řadící algoritmy
Jednou z nejčastějších aplikací in-place algoritmů jsou algoritmy řazení. Z používaných algoritmů jsou některé in-place a jiné ne.
- Bubblesort – Je in-place. K práci potřebuje konstantně tři proměnné.
- Heapsort – Je in-place. K práci potřebuje konstantní množství paměti.
- Quicksort – Není in-place. Ač se jedná o jeden z nejefektivnějších algoritmů, potřebuje v průměrném případě O(log(n)) místa paměti.